# Lekkoatletyka na Letnich Igrzyskach Olimpijskich 1984 – bieg na 800 m mężczyzn
Bieg na 800 metrów mężczyzn podczas XXIII Letnich Igrzysk Olimpijskich w Los Angeles rozegrano 3 (eliminacje), 4 (ćwierćfinały), 5 (półfinały) i 6 sierpnia 1984 (finał) na stadionie Los Angeles Memorial Coliseum. Zwycięzcą został reprezentant Brazylii Joaquim Cruz, który w finale ustanowił rekord olimpijski uzyskując czas 1:43,00.

## Rekordy

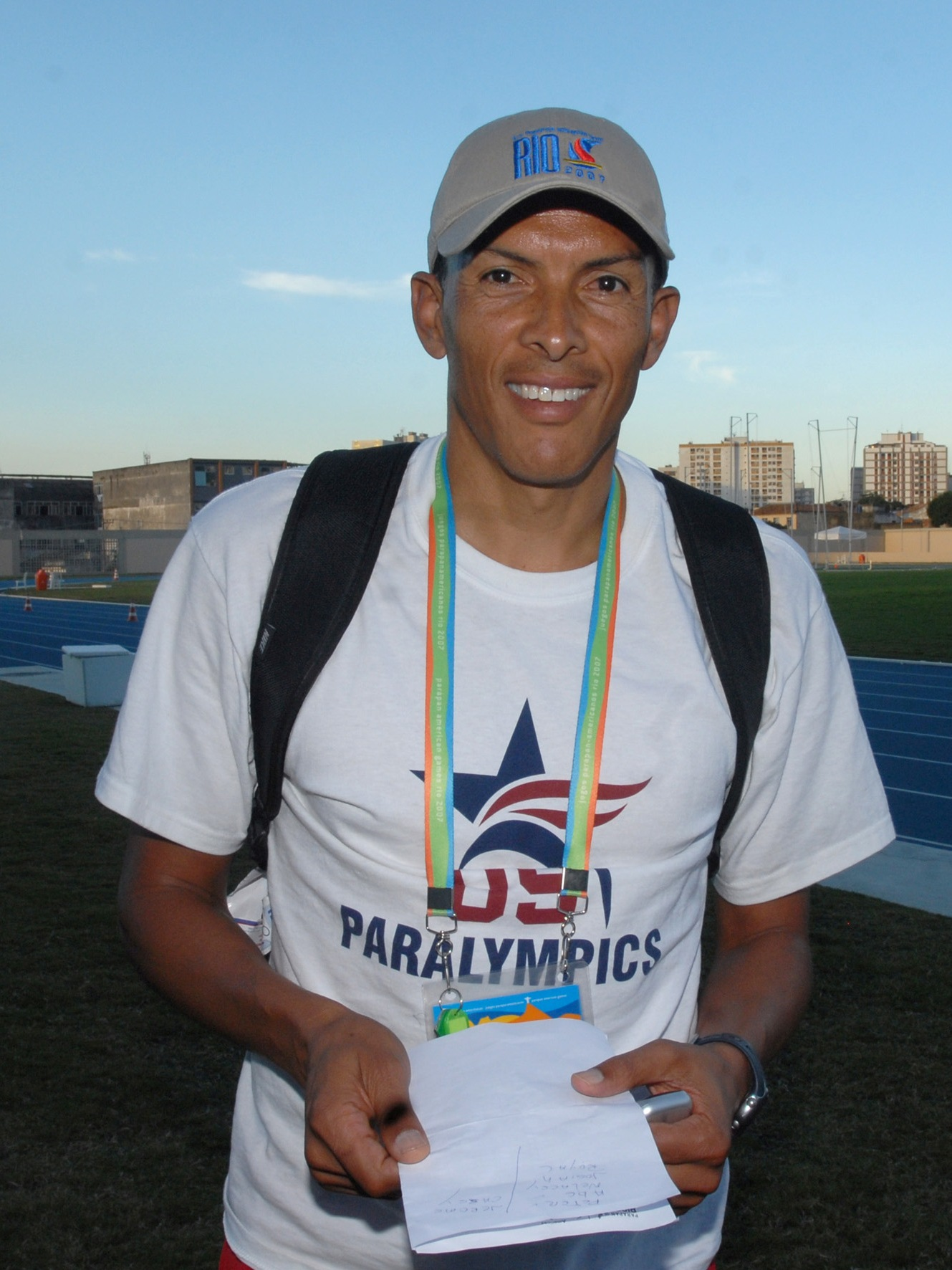
Joaquim Cruz

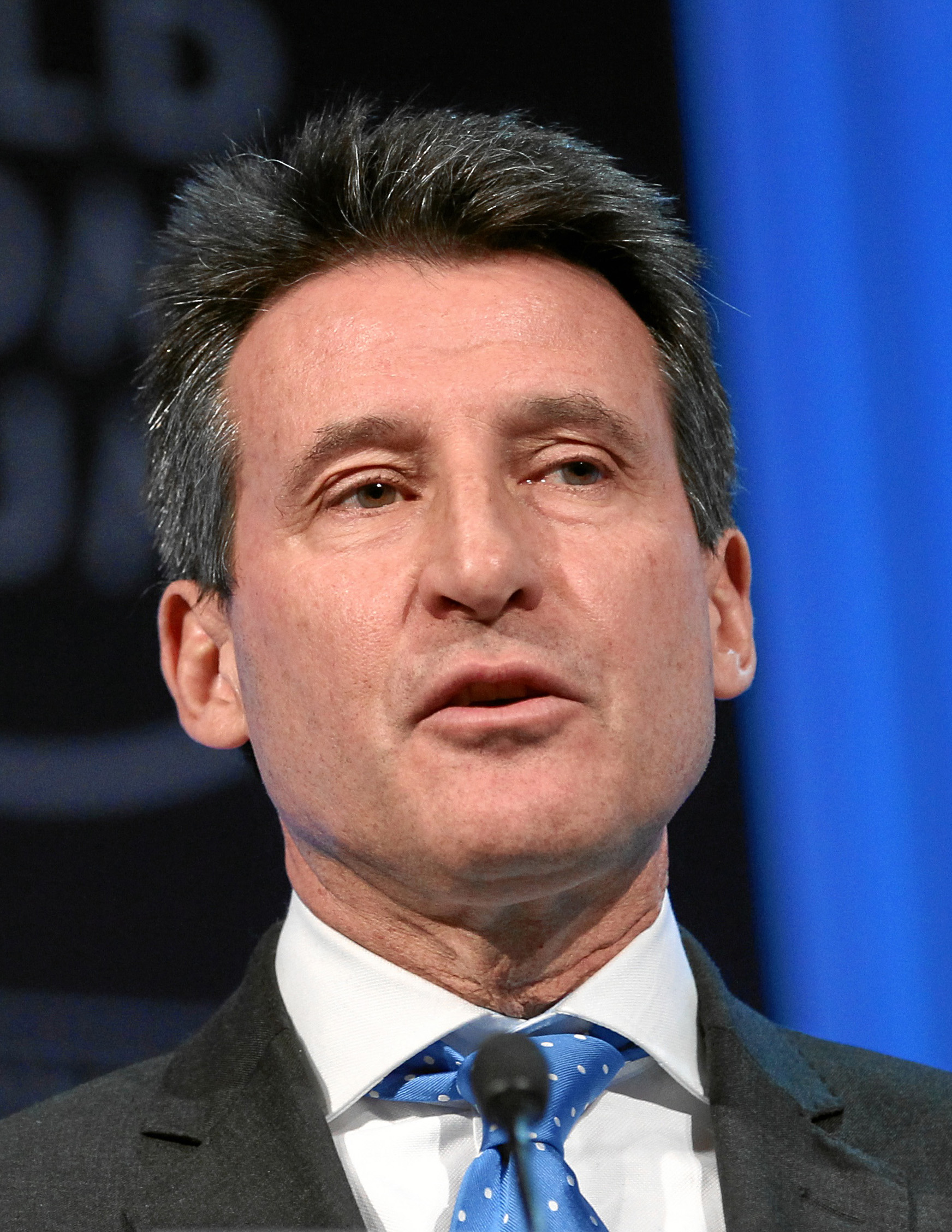
Sebastian Coe

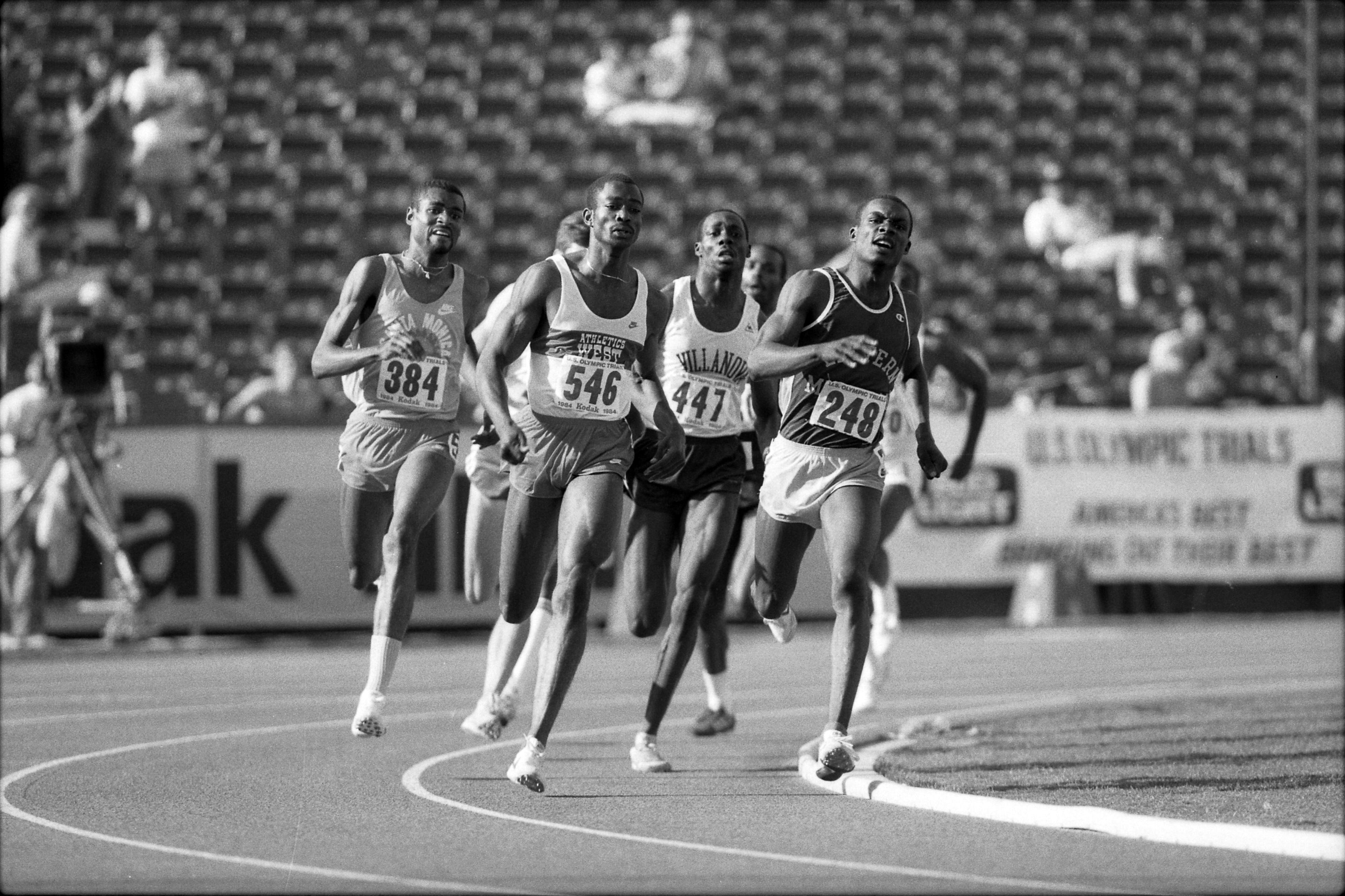
Earl Jones (z numerem 248)

|                   | Zawodnik           | Narodowość      | Czas    | Data                 | Miejsce   |
| ----------------- | ------------------ | --------------- | ------- | -------------------- | --------- |
| Rekord świata     | Sebastian Coe      | Wielka Brytania | 1:41,73 | 10 czerwca 1981(dts) | Florencja |
| Rekord olimpijski | Alberto Juantorena | Kuba            | 1:43,50 | 25 lipca 1976(dts)   | Montreal  |

## Wyniki
| Poz. - pozycja |
| – rekord świata \| – rekord krajowy \| – rekord życiowy \| = – wyrównany rekord życiowy \| · – najlepszy wynik w sezonie \| = – wyrównany najlepszy wynik w sezonie \| – rekord olimpijski |
| Fn – falstart \| DNF – nie ukończył \| DNS – nie wystartował \| DSQ – zdyskwalifikowany |

### Eliminacje
Rozegrano dziewięć biegów eliminacyjnych. Do ćwierćfinałów awansowało po trzech najlepszych zawodników z każdego biegu (Q) oraz pięciu z najlepszymi czasami spośród pozostałych (q).

#### Bieg 1
| Poz. | Zawodnik          | Narodowość | Rezultat | Uwagi |
| ---- | ----------------- | ---------- | -------- | ----- |
| 1    | Babacar Niang     | Senegal    | 1:46,90  | Q     |
| 2    | Abdi Bile         | Somalia    | 1:46,92  | Q     |
| 3    | Donato Sabia      | Włochy     | 1:47,04  | Q     |
| 4    | Sotirios Mudzanas | Grecja     | 1:47,32  | q     |
| 5    | Joseph Ramotshabi | Botswana   | 1:48,17  |       |
| 6    | André Titos       | Mozambik   | 1:51,73  |       |
| 7    | Samuel Sawny      | Grenada    | 1:53,08  |       |
| 8    | Jodha Gurung      | Nepal      | 1:56,72  |       |

#### Bieg 2
| Poz. | Zawodnik           | Narodowość      | Rezultat | Uwagi |
| ---- | ------------------ | --------------- | -------- | ----- |
| 1    | Sebastian Coe      | Wielka Brytania | 1:45,71  | Q     |
| 2    | Omer Khalifa       | Sudan           | 1:45,81  | Q     |
| 3    | Colomán Trabado    | Hiszpania       | 1:46,00  | Q     |
| 4    | Riccardo Materazzi | Włochy          | 1:46,03  | q     |
| 5    | Marcus O’Sullivan  | Irlandia        | 1:46,85  | q     |
| 6    | Archfell Musango   | Zambia          | 1:48,84  |       |
| 7    | Leopoldo Acosta    | Ekwador         | 1:54,06  |       |
| 8    | Manlio Molinari    | San Marino      | 1:57,09  |       |

#### Bieg 3
| Poz. | Zawodnik       | Narodowość        | Rezultat | Uwagi |
| ---- | -------------- | ----------------- | -------- | ----- |
| 1    | Owen Hamilton  | Jamajka           | 1:46,95  | Q     |
| 2    | Moussa Fall    | Senegal           | 1:47,91  | Q     |
| 3    | John Marshall  | Stany Zjednoczone | 1:47,99  | Q     |
| 4    | Jama Aden      | Somalia           | 1:48,64  |       |
| 5    | Peter Pearless | Nowa Zelandia     | 1:49,95  |       |
| 6    | Alberto López  | Gwatemala         | 1:54,19  |       |
| –    | Vusie Dlamini  | Suazi             | DSQ      |       |
| –    | Manuel Ramírez | Kolumbia          | DNS      |       |

#### Bieg 4
| Poz. | Zawodnik         | Narodowość                   | Rezultat | Uwagi |
| ---- | ---------------- | ---------------------------- | -------- | ----- |
| 1    | Earl Jones       | Stany Zjednoczone            | 1:47,75  | Q     |
| 2    | Faouzi Lahbi     | Maroko                       | 1:47,81  | Q     |
| 3    | Philippe Dupont  | Francja                      | 1:48,09  | Q     |
| 4    | Axel Harries     | RFN                          | 1:48,92  |       |
| 5    | Mouteb Al-Faouri | Jordania                     | 1:53,89  |       |
| 6    | Ibrahim Aziz     | Zjednoczone Emiraty Arabskie | 1:54,86  |       |
| –    | Kim Bok-joo      | Korea Południowa             | DSQ      |       |

#### Bieg 5
| Poz. | Zawodnik            | Narodowość      | Rezultat | Uwagi |
| ---- | ------------------- | --------------- | -------- | ----- |
| 1    | Joaquim Cruz        | Brazylia        | 1:45,66  | Q     |
| 2    | Steve Ovett         | Wielka Brytania | 1:46,66  | Q     |
| 3    | Oslen Barr          | Gujana          | 1:47,65  | Q     |
| 4    | Benjamín González   | Hiszpania       | 1:48,01  |       |
| 5    | Batulamai Rajakumar | Malezja         | 1:48,19  |       |
| 6    | Isaac Ganunga       | Malawi          | 1:51,25  |       |
| 7    | Francisco Figueredo | Paragwaj        | 1:52,22  |       |
| 8    | Siegfried Cruden    | Surinam         | 1:53,31  |       |

#### Bieg 6
| Poz. | Zawodnik          | Narodowość        | Rezultat | Uwagi |
| ---- | ----------------- | ----------------- | -------- | ----- |
| 1    | Johnny Gray       | Stany Zjednoczone | 1:47,19  | Q     |
| 2    | Pat Scammell      | Australia         | 1:47,24  | Q     |
| 3    | Marco Mayr        | Szwajcaria        | 1:47,36  | Q     |
| 4    | Ahmed Belkessam   | Algieria          | 1:47,51  |       |
| 5    | Syed Meesaq Rizvi | Pakistan          | 1:51,29  |       |
| 6    | William Amakye    | Ghana             | 1:54,80  |       |
| 7    | Philip Sinon      | Seszele           | 2:04,89  |       |

#### Bieg 7
| Poz. | Zawodnik              | Narodowość                 | Rezultat | Uwagi |
| ---- | --------------------- | -------------------------- | -------- | ----- |
| 1    | Edwin Koech           | Kenia                      | 1:47,11  | Q     |
| 2    | Hans-Peter Ferner     | RFN                        | 1:47,55  | Q     |
| 3    | Agberto Guimarães     | Brazylia                   | 1:47,72  | Q     |
| 4    | Mark Handelsman       | Izrael                     | 1:47,90  | q     |
| 5    | Jerry Molyneaux       | Brytyjskie Wyspy Dziewicze | 1:53,23  |       |
| 6    | Jean-Marie Rudasingwa | Rwanda                     | 1:53,23  |       |
| 7    | Bartolomé Esono Asumu | Gwinea Równikowa           | 2:17,29  |       |
| –    | Moussa Daweye         | Niger                      | DSQ      |       |

#### Bieg 8
| Poz. | Zawodnik          | Narodowość     | Rezultat | Uwagi |
| ---- | ----------------- | -------------- | -------- | ----- |
| 1    | Juma Ndiwa        | Kenia          | 1:46,73  | Q     |
| 2    | William Wuycke    | Wenezuela      | 1:46,88  | Q     |
| 3    | Mohamed Alouini   | Tunezja        | 1:47,20  | Q     |
| 4    | Simon Hoogewerf   | Kanada         | 1:47,74  |       |
| 5    | Tapfumaneyi Jonga | Zimbabwe       | 1:49,59  |       |
| 6    | Charlie Oliver    | Wyspy Salomona | 1:53,22  |       |
| 7    | Barakat Al-Sharji | Oman           | 2:00,38  |       |
| 8    | Abdul Al-Ghadi    | Jemen Północny | 2:05,90  |       |

#### Bieg 9
| Poz. | Zawodnik          | Narodowość        | Rezultat | Uwagi |
| ---- | ----------------- | ----------------- | -------- | ----- |
| 1    | Billy Konchellah  | Kenia             | 1:46,27  | Q     |
| 2    | Peter Elliott     | Wielka Brytania   | 1:46,98  | Q     |
| 3    | José Luíz Barbosa | Brazylia          | 1:47,12  | Q     |
| 4    | Bruce Roberts     | Kanada            | 1:47,56  | q     |
| 5    | Charles Borromeo  | Indie             | 1:51,52  |       |
| 6    | Dale Jones        | Antigua i Barbuda | 1:51,52  |       |
| 7    | Peter Ceesay      | Gambia            | 1:55,35  |       |
| 8    | Ousman Miangoto   | Czad              | 1:56,02  |       |

### Ćwierćfinały
Rozegrano cztery biegi ćwierćfinałowe. Do półfinałów awansowało po czterech najlepszych zawodników z każdego biegu.

#### Bieg 1
| Poz. | Zawodnik          | Narodowość      | Rezultat | Uwagi |
| ---- | ----------------- | --------------- | -------- | ----- |
| 1    | Edwin Koech       | Kenia           | 1:44,74  | Q     |
| 2    | Donato Sabia      | Włochy          | 1:44,90  | Q     |
| 3    | Agberto Guimarães | Brazylia        | 1:45,18  | Q     |
| 4    | Peter Elliott     | Wielka Brytania | 1:45,49  | Q     |
| 5    | Faouzi Lahbi      | Maroko          | 1:45,67  |       |
| 6    | Babacar Niang     | Senegal         | 1:45,71  |       |
| 7    | Sotirios Mudzanas | Grecja          | 1:46,34  | [ 3 ] |
| –    | Colomán Trabado   | Hiszpania       | DNS      |       |

#### Bieg 2
| Poz. | Zawodnik           | Narodowość        | Rezultat | Uwagi |
| ---- | ------------------ | ----------------- | -------- | ----- |
| 1    | Billy Konchellah   | Kenia             | 1:46,15  | Q     |
| 2    | Omer Khalifa       | Sudan             | 1:46,73  | Q     |
| 3    | Sebastian Coe      | Wielka Brytania   | 1:46,75  | Q     |
| 4    | José Luíz Barbosa  | Brazylia          | 1:46,87  | Q     |
| 5    | John Marshall      | Stany Zjednoczone | 1:47,18  |       |
| 6    | Riccardo Materazzi | Włochy            | 1:47,90  |       |
| 7    | Ahmed Belkessam    | Algieria          | 1:48,11  |       |
| 8    | Marco Mayr         | Szwajcaria        | 1:48,30  |       |

#### Bieg 3
| Poz. | Zawodnik       | Narodowość        | Rezultat | Uwagi |
| ---- | -------------- | ----------------- | -------- | ----- |
| 1    | Joaquim Cruz   | Brazylia          | 1:44,84  | Q     |
| 2    | Steve Ovett    | Wielka Brytania   | 1:45,72  | Q     |
| 3    | Johnny Gray    | Stany Zjednoczone | 1:45,82  | Q     |
| 4    | William Wuycke | Wenezuela         | 1:46,18  | Q     |
| 5    | Abdi Bile      | Somalia           | 1:46,49  |       |
| 6    | Owen Hamilton  | Jamajka           | 1:46,74  |       |
| 7    | Pat Scammell   | Australia         | 1:47,40  |       |
| 8    | Bruce Roberts  | Kanada            | 1:49,72  |       |

#### Bieg 4
| Poz. | Zawodnik          | Narodowość        | Rezultat | Uwagi |
| ---- | ----------------- | ----------------- | -------- | ----- |
| 1    | Earl Jones        | Stany Zjednoczone | 1:45,44  | Q     |
| 2    | Hans-Peter Ferner | RFN               | 1:45,92  | Q     |
| 3    | Juma Ndiwa        | Kenia             | 1:45,59  | Q     |
| 4    | Moussa Fall       | Senegal           | 1:45,71  | Q     |
| 5    | Mohamed Alouini   | Tunezja           | 1:45,78  |       |
| 6    | Marcus O’Sullivan | Irlandia          | 1:46,21  |       |
| 7    | Oslen Barr        | Gujana            | 1:46,97  |       |
| 8    | Philippe Dupont   | Francja           | 1:48,95  |       |

### Półfinały
Rozegrano dwa biegi półfinałowe. Do finału awansowało po czterech najlepszych zawodników z każdego biegu.

#### Bieg 1
| Poz. | Zawodnik       | Narodowość        | Rezultat | Uwagi |
| ---- | -------------- | ----------------- | -------- | ----- |
| 1    | Joaquim Cruz   | Brazylia          | 1:43,82  | Q,    |
| 2    | Edwin Koech    | Kenia             | 1:44,12  | Q     |
| 3    | Earl Jones     | Stany Zjednoczone | 1:44,51  | Q     |
| 4    | Steve Ovett    | Wielka Brytania   | 1:44,81  | Q     |
| 5    | Omer Khalifa   | Sudan             | 1:44,87  |       |
| 6    | Moussa Fall    | Senegal           | 1:45,03  |       |
| 7    | William Wuycke | Wenezuela         | 1:47,32  |       |
| –    | Peter Elliott  | Wielka Brytania   | DNS      |       |

#### Bieg 2
| Poz. | Zawodnik          | Narodowość        | Rezultat | Uwagi |
| ---- | ----------------- | ----------------- | -------- | ----- |
| 1    | Sebastian Coe     | Wielka Brytania   | 1:45,51  | Q     |
| 2    | Billy Konchellah  | Kenia             | 1:45,67  | Q     |
| 3    | Johnny Gray       | Stany Zjednoczone | 1:45,82  | Q     |
| 4    | Donato Sabia      | Włochy            | 1:45,96  | Q     |
| 5    | Hans-Peter Ferner | RFN               | 1:46,16  |       |
| 6    | Agberto Guimarães | Brazylia          | 1:46,60  |       |
| 7    | Juma Ndiwa        | Kenia             | 1:48,06  |       |
| 8    | José Luíz Barbosa | Brazylia          | 1:48,70  |       |

### Finał
| Poz. | Zawodnik         | Narodowość        | Rezultat | Uwagi       |
| ---- | ---------------- | ----------------- | -------- | ----------- |
| 1    | Joaquim Cruz     | Brazylia          | 1:43,00  | [ 1 ] [ 4 ] |
| 2    | Sebastian Coe    | Wielka Brytania   | 1:43,64  |             |
| 3    | Earl Jones       | Stany Zjednoczone | 1:43,83  |             |
| 4    | Billy Konchellah | Kenia             | 1:44,03  |             |
| 5    | Donato Sabia     | Włochy            | 1:44,53  |             |
| 6    | Edwin Koech      | Kenia             | 1:44,86  |             |
| 7    | Johnny Gray      | Stany Zjednoczone | 1:47,89  |             |
| 8    | Steve Ovett      | Wielka Brytania   | 1:52,28  |             |